# V575 Андромеды
V575 Андромеды (лат. V575 Andromedae) — двойная затменная переменная звезда типа W Большой Медведицы (EW) в созвездии Андромеды на расстоянии приблизительно 3180 световых лет (около 975 парсеков) от Солнца. Видимая звёздная величина звезды — от +12,4m до +12m. Орбитальный период — около 0,678 суток (16,272 часов).

## Характеристики
Первый компонент — жёлто-белая звезда спектрального класса F. Радиус — около 2,49 солнечных, светимость — около 12,898 солнечных. Эффективная температура — около 6937 K.
Второй компонент — жёлто-белая звезда спектрального класса F.